# Hendrika Hofhuis
Hendrika Hofhuis (* 17. September 1780 in Ambt Delden, jetzt  Hof van Twente; † 10. Oktober 1849 ebenda) war die letzte niederländische Person, die sich wegen des Verdachts der Hexerei einer Wasserprobe unterzog.

## Leben
Hendrika Hofhuis war das älteste von fünf Kindern der Landarbeiterfamilie von Lambert Hoflambert, auch genannt Hofhuis (1747–?), und Willemina Pek (1754–?). Sie heiratete am 23. November 1800 in Delden den Landarbeiter Hendrik Buursink (1766–1831) aus Goor. Aus dieser Ehe gingen vier Töchter und zwei Söhne hervor.
Sie unterzog sich im März 1823 auf eigenen Wunsch der Wasserprobe. Vorausgegangen war ein Vorfall, bei dem sie ihre Nachbarin Jenneke ter Horst besuchen wollte, die am 29. November 1822 einen Sohn zur Welt gebracht hatte. Diese hatte sie der Tür verwiesen, als sie am 10. Dezember zu einem Mutterschaftsbesuch kam. Jenneke ter Horst bezichtigte sie der Hexerei, Hendrika Hofhuis habe sie verhext. Bei dem Vorfall wären auch Jennekes Schwester und Schwägerin Zeugen gewesen, wie Hendrika Hofhuis später zu Protokoll gab. Sie wusste dem Protokoll nach nicht, dass sie der Hexerei verdächtigt wurde, aber da die Geschichte die Runde machte und auch ihre Kinder und andere Verwandte auf Nachfrage diese bestätigten, ergriff sie selbst die Initiative, um ihre Unschuld zu beweisen.
Die Wasserprobe fand am 16. März 1823 hinter ihrem Haus in der Twickelse Vaart statt. Zuvor hatte sie einen Brief an die Nachbarn verschickt und sie eingeladen, um 15 Uhr der Wasserprobe beizuwohnen. Davon hatte der Magistrat der Gemeinde keine Kenntnis, wie aus seinem Bericht hervorging, ansonsten hätte er es verboten. Etwa 200 Menschen, somit die Hälfte der Einwohner, erschienen und Hendrika Hofhuis zog sich aus, zog die Hose ihres Mannes an, ließ sich von ihrem Schwager ein Seil umbinden und ging ins Wasser. Als sie sank, wurde ihre Unschuld allen Beteiligten bewiesen: Ihr „Ankläger“ beendete die Angelegenheit „in freundlicher Weise“, heißt es im Bericht des Magistrats.
Damit war die Angelegenheit geklärt und der Verdacht aus der Welt geschafft. Da Hendrika Hofhuis selbst die Initiative zur Wasserprobe eingeleitet hatte, wurde kein Gerichtsverfahren eingeleitet. Der Korrespondent der Provinciaal Overijsselsche und des Zwolsche Courant stellte in seinem Bericht über die Veranstaltung schockiert fest, dass die Beteiligten und die Öffentlichkeit alle der „reformierten Gemeinschaft“ angehörten. Es wurde später vermutet, dass die junge Mutter, die nach der Entbindung nicht wieder zu Kräften gekommen war, durch einen „Hexendoktor“ auf die Idee gebracht wurde, verhext worden zu sein.
Hendrika Hofhuis starb 1849. Sie war lange Zeit Witwe und lebte als Pensionärin im Haus des Schulmeisters, in der Nähe des Hauses, in dem sie mit ihrer Familie gelebt hatte.
Über den Fall der Hendrika Hofhuis wurde im Jahr 2002 eine Fernsehdokumentation für RTVOost hergestellt, auch das Overijssel-Duo Wilma Dijksma und Gerard Rutger Buisman schrieben bereits 1823 ein Lied über die Wasserprobe.